# حوار أسري
الحوار الأسري هو مناقشة الأمور المتعلقة بشؤون الأسرة بإيجابية ، لحل المشكلات ، وغرس القيم و الأخلاق ، بعيداً عن التوترات والاضطرابات و استخدام عبارات النقض المتبادل . ويعد الحوار الأسري من أهم الحوارات الاجتماعية بسبب أهميته في تأسيس شخصية الفرد على الحوار . ولقد عرض القرآن العديد من الحوارات الأسرية كأسلوب من أساليب تعزيز القيم و التربية على الأخلاق الفاضلة ،كما في حوار النبي نوح مع ابنه يدعوه إلى اللحاق به و الإيمان برسالته ، و كذلك حوار النبي يعقوب مع أبنائه في تأكيد توحيد الله و عبادته وحده لا شريك له و حوار النبي يوسف مع إخوته ونحوها من الحوارت الأسرية القرآنية.

## مفهوم الحوار الأسري
1. الحوار الأسري: هو وسيلة من وسائل التواصل الفعال بين أفراد الأسرة؛وهو لركيزة مهمة لجعلهم قادرين على التعامل مع الآخر، والتعايش مع المجتمع .[4] أو هوالتفاعل بين أفراد الأسرة الواحدة عن طريق المناقشة، والحديث عن كل ما يتعلق بشؤون الأسرة من أهداف ومقومات و عقبات ، ويتم وضع الحلول، وذلك بتبادل الأفكار و الآراء الجماعية حول محاور عدة ، مما يؤدي إلى خلق الألفة و التواصل.[5] فالحوار الأسري كل ما يتعلق بحديـث الأب مع أبنائه ، أو نقاش الأبناء مع أبائهم ، أو حديث الزوج مع زوجته والعکس ، فکل هذا يندرج تحت مفهوم الحوار الأسري، الذي نطمح أن يکون مظلة الحوار الهادئ البناء الذي يعزز القيم ويقوي المبادئ وينشر سحابة المودة والرحمة. والحوار موجود منذ أن خلق الله الکون؛ ولکن طرأت بعض المتغيرات السياسية، الاقتصادية، الفکرية والاجتماعية تسببت في غياب الحوار عنا وأصبحنا لا نمارسه في حياتنا اليومية .[6]

## أهمية الحوار الأسري
إن الحوار يعد مطلباً أساسياً في العلاقة الزوجية حيث إنه بمثابة اللبنة الأساسية لبناء حياة زوجية مستقرة ، هذا غير أنه يعد من أكثر الطرق فعالية للتواصل مع الطرف الآخر مما ينتج عنه ما تسمى بعملية " التوأمة الفكرية " فيما بين الزوجين ، وبذلك تزيد الألفة والمحبة فيما بينهما؛ وهذا بحد ذاته يجعل كل منهما متفهم لطبيعة الآخر وفكره وأحاسيسه وميوله . وكذلك يعتبر الحوار الأسري ركيزة مهمة في البناء التربوي لأفراد الأسرة وحسب دراسة (آل عازب:2019 ) فالحوار الأسري يـسهم (بدرجة كبيرة جداً) في تكوين الجانب الإيماني للأبناء، وكذلك يسهم (بدرجة كبيرة) فـي تكـوين الجانب النفسي، والأخلاقي والاجتماعي، والعقلي للأبناء . و يُعد الحوار الأسري أساس للعلاقات الأسرية الحميمة، والذي يساعد على نشأة الأبناء نشأة سوية صالحة لما يخلق من روح التفاعل الاجتماعي؛ مما ينتج من ذلك تعزيز الثقة في أنفسهم وتأكيد ذواتهم، وهذا ما يجعلهم أکثر قدرة على تحقيق طموحاتهم و أمالهم.

## نماذج من الحوار الأسري في القرآن
القرآن يحمل صوراً ونماذج عدة تساهم في تأصيل فكرة الحوار الإيجابي الفعال، وأن الحوار هو الأصل في الدعوة والتعامل والسلوك. فالحوار كان نهج الأنبياء مع أقوامهم في مختلف أزمنتهم وأمكنتهم من نبي الله نوح إلى النبي محمد ﷺ.

### حوار الابن مع أبيه
جاء في القرآن نموذج لحوار الابن (النبي إبراهيم) مع أبيه المشرك يدعوه إلى عبادة الله وحده برفق ولين واحترام﴿يَا أَبَتِ إِنِّي قَدْ جَاءَنِي مِنَ الْعِلْمِ مَا لَمْ يَأْتِكَ فَاتَّبِعْنِي أَهْدِكَ صِرَاطًا سَوِيًّا ۝٤٣ يَا أَبَتِ لَا تَعْبُدِ الشَّيْطَانَ إِنَّ الشَّيْطَانَ كَانَ لِلرَّحْمَنِ عَصِيًّا ۝٤٤﴾ [مريم:43–44] فلما لم يقتنع الأب ولم يستجب قال له النبي إبراهيم ﴿قَالَ سَلَامٌ عَلَيْكَ سَأَسْتَغْفِرُ لَكَ رَبِّي إِنَّهُ كَانَ بِي حَفِيًّا ۝٤٧﴾ [مريم:47].

### حوار الأب مع أبنائه
- في حوار النبي نوح مع ابنه يدعوه فيه لركوب السفينة و اللحاق بركب المؤمنين بدعوته للتوحيد بأسلوب أبوي رقيق ينادي فيه نوح ابنه بلقب البنوة فيقول له ﴿وَهِيَ تَجْرِي بِهِمْ فِي مَوْجٍ كَالْجِبَالِ وَنَادَى نُوحٌ ابْنَهُ وَكَانَ فِي مَعْزِلٍ يَا بُنَيَّ ارْكَبْ مَعَنَا وَلَا تَكُنْ مَعَ الْكَافِرِينَ ۝٤٢ قَالَ سَآوِي إِلَى جَبَلٍ يَعْصِمُنِي مِنَ الْمَاءِ قَالَ لَا عَاصِمَ الْيَوْمَ مِنْ أَمْرِ اللَّهِ إِلَّا مَنْ رَحِمَ وَحَالَ بَيْنَهُمَا الْمَوْجُ فَكَانَ مِنَ الْمُغْرَقِينَ ۝٤٣﴾ [هود:42–43].
- وكذلك في تعزيز توحيد الله في قلوب الأبناء يعرض القرآن لحوار أسري بين النبي يعقوب و أبناءه إِذْ حَضَرَ يَعْقُوبَ الْمَوْتُ ﴿أَمْ كُنْتُمْ شُهَدَاءَ إِذْ حَضَرَ يَعْقُوبَ الْمَوْتُ إِذْ قَالَ لِبَنِيهِ مَا تَعْبُدُونَ مِنْ بَعْدِي قَالُوا نَعْبُدُ إِلَهَكَ وَإِلَهَ آبَائِكَ إِبْرَاهِيمَ وَإِسْمَاعِيلَ وَإِسْحَاقَ إِلَهًا وَاحِدًا وَنَحْنُ لَهُ مُسْلِمُونَ ۝١٣٣﴾ [البقرة:133].

### حوار الإخوة
ويعرض القرآن حوار النبي يوسف مع إخوته و قد أقروا بخطئهم فطلبوا منه أن يغفر لهم :﴿قَالُوا تَاللَّهِ لَقَدْ آثَرَكَ اللَّهُ عَلَيْنَا وَإِنْ كُنَّا لَخَاطِئِينَ ۝٩١ قَالَ لَا تَثْرِيبَ عَلَيْكُمُ الْيَوْمَ يَغْفِرُ اللَّهُ لَكُمْ وَهُوَ أَرْحَمُ الرَّاحِمِينَ ۝٩٢﴾ [يوسف:91–92].

### حوار الزوج مع زوجته
وقد جاء في القرآن حوار الزوج النبي محمد مع زوجته في خطأ وقعت فيه الزوجة ، وبيّن القرآن جانب من جوانب التعامل مع المخطئ ؛وذلك بالإعراض عن الاتيان بجميع أخطاء المخطئ، وهو ما يسمّى بالتغافل ،﴿وَإِذْ أَسَرَّ النَّبِيُّ إِلَى بَعْضِ أَزْوَاجِهِ حَدِيثًا فَلَمَّا نَبَّأَتْ بِهِ وَأَظْهَرَهُ اللَّهُ عَلَيْهِ عَرَّفَ بَعْضَهُ وَأَعْرَضَ عَنْ بَعْضٍ فَلَمَّا نَبَّأَهَا بِهِ قَالَتْ مَنْ أَنْبَأَكَ هَذَا قَالَ نَبَّأَنِيَ الْعَلِيمُ الْخَبِيرُ ۝٣﴾ [التحريم:3].

## العوامل المؤثرة على ممارسة الحوار الأسري
1. تعليم الأب من أکثر العوامل المؤثرة على ممارسة الحوار الأسري بين أفراد الأسرة ، يليه متغير تعليم الأم .[2]
2. الحرص على اختيار الوقت المناسـب للحـوار الأسري، والابتعاد عن الأجواء الانفعالية .
3. تخصيص الأمهات وقت كافٍ للقاء الأسري بـشكل يـومي .[8]

## أهم معوقات الحوار الأسري
1. انخفض مستوى الدخل للأسرة : کلما قل الدخل، قل ممارسة الحوار الأسري بين أفرادها، وتعلل الباحثة ذلك لکون انخفاض مستوى الدخل عادة ما يصاحبه انخفاض مستوى التعليم وبالتالي عدم وجود الوعي الکافي بأهمية الحوار وکيفية ممارسته.
2. كثرة أفراد الأسرة : فالأسر من 8 أفراد فأكثر کانت معوقات الحوار الأسري لديهم أکثر ، ويرجع ذلك لکون العدد الکبير يحتاج لوقت أکثر ومهارة أکثر في الحوار وکيفية إدارته .
3. طبيعة عمل الوالدين : إن الآباء والأمهات العاملين والعاملات بالأعمال الحرة أقل ممارسة للحوار الأسري وتعلل الباحثة ذلك إلى کون طبيعة أعمالهم تأخذ وقتًا کبيرًا من ساعات يومهم ، وبالتالي انشغالهم عن أبنائهم فترة طويلة تقل معها فرص الحديث والتحاور فيها بين الأزواج أنفسهم وبين الأزواج مع أبنائهم وبناتهم .
4. صغر العمر : کلما قل عمر الأبوين قلت فرص ممارس الحوار مع أبنائهم ومع بعضهم البعض اما بسبب جهلهم بأهميته أو عدم وجود الخبرة والدراية الکافية بکيفيته .[2]